# Homme-molécule
Pour l’article homonyme, voir Molecule Man.
Owen Reece, alias l’Homme-molécule (« Molecule Man » en VO) est un super-vilain évoluant dans l’univers Marvel de la maison d'édition Marvel Comics. Créé par le scénariste Stan Lee et le dessinateur Jack Kirby, le personnage de fiction apparaît pour la première fois dans le comic book Fantastic Four #20 en novembre 1963.
Il est souvent présenté comme un super-vilain, mais prend parfois le rôle d'un héros repenti ou involontaire (antihéros).

## Biographie du personnage
Enfant choyé jusqu’à la mort de sa mère, Owen Reece devient un laborantin reclus et peureux, travaillant dans une centrale nucléaire. 
Un jour, il provoque un accident et est irradié par des particules inconnues, le transformant en un des êtres les plus puissants du monde : l’Homme-molécule. Sa transformation ouvre également un trou de ver (un portail dimensionnel) entre la Terre-616 et une autre dimension qui abrite une entité cosmique appelée le Beyonder. Pendant des années, le Beyonder observe l’Humanité.
Licencié, Reece tombe dans la criminalité et utilise ses pouvoirs pour se venger de la société. Sa psychologie haineuse le rend cependant vulnérable, lui imposant des limitations à son pouvoir ; il pensait qu’il ne pouvait affecter que les molécules inorganiques.
Un jour, Uatu le Gardien découvre la menace que représente Reece et alerte les Quatre Fantastiques, qui réussissent à vaincre le super-vilain. Uatu enferme ensuite Reece dans une dimension temporelle où le temps passe plus vite.
Se pensant piégé à jamais, Reece se crée un compagnon humanoïde qui pense être son fils. À sa mort physique, Reece transfère sa conscience et ses pouvoirs dans une baguette portée par son fils, baptisé le Nouvel Homme-molécule. N’ayant pas de barrière psychologique, l’humanoïde se libère et revient sur Terre. Il est battu par la Chose et désintégré. Toutefois, l’essence d’Owen Reece étant toujours dans la baguette métallique, il prend possession de tous ceux qui la touchent. Il affronte ainsi Iron Man.
Il parvient à mieux contrôler ses pouvoirs et se recrée un corps physique. Il menace ensuite de détruire le monde, mais Tigra le persuade de se rendre et d’être interné.
Il reprend une vie normale jusqu’à ce que le Beyonder le fasse participer aux premières Guerres secrètes, dans le camp du Docteur Fatalis. Durant l'arc narratif, Reece tombe amoureux de Volcana, seule femme lui ayant manifesté de la tendresse depuis sa mère. Son amour et sa volonté d’être en paix lui font encore mieux maîtriser ses pouvoirs ; il téléporte de nombreux criminels avec lui lors de leur retour sur Terre.
Il reprend une vie normale et retourne travailler dans une centrale nucléaire à Denver.

## Pouvoirs et capacités
Depuis qu'il a été irradié par des rayons cosmiques, Owen Reece peut manipuler mentalement toute forme de matière à un niveau subatomique, pouvant même la convertir en énergie et vice-versa, ce qui lui permet une grande variété d’effets. À la suite de son accident, son visage est marqué de cicatrices en forme d’éclairs. Il peut utiliser ses pouvoirs pour dissimuler ses cicatrices à volonté.
En complément de ses pouvoirs, Owen Reece dispose de quelques connaissances scientifiques.
- L'Homme-molécule peut notamment créer des champs de force, de faisceaux d’énergie et des portails vers l'hyperespace, ce qui lui permet de voyager plus vite que la lumière.
- Plus tard, Reece a obtenu le pouvoir de déformer la réalité elle-même (omnipotence), sur l'échelle du multivers[2].
- Selon l'entité cosmique Uatu le Gardien, l’Homme-molécule est potentiellement l’un des êtres les plus puissants de l'univers Marvel (le multivers). Expliquant que les humains ont tous un potentiel génétique latent leur permettant de développer de vastes pouvoirs psioniques, selon le Gardien, Owen possède un potentiel supérieur à celui de n’importe quel autre être humain, qui s’est libéré lors de l’accident qui lui a conféré ses pouvoirs[1].
- Étant donné que l’Homme-molécule peut transformer mentalement toute matière ou énergie en ce qu’il désire, sa puissance dépasse de loin la résistance des structures physiques les plus solides existant dans l'univers Marvel. Il a notamment déformé et reformé le bouclier en alliage de vibranium de Captain America, ainsi que le marteau mystique Mjolnir du dieu Thor, ou encore la planche de surf de l'entité cosmique le Surfer d'argent[1]. Il a soulevé des montagnes et, avec l’aide du Surfeur d’argent, a réparé des dégâts faits à la Terre qui auraient pu provoquer sa destruction. La seule limite connue à son pouvoir est la quantité de matière et/ou d’énergie qu’il peut contrôler de manière simultanée, sa maîtrise dans ce domaine étant d'un niveau inférieur à celle du Beyonder[1].

À l'origine, Owen Reece s'était imposé inconsciemment à lui-même un blocage mental, l'empêchant d'affecter les molécules organiques. Durant le crossover des Guerres secrètes, le Beyonder lui ôta cette barrière psychologique — dont lui-même ignorait l'existence —, lui permettant de contrôler ensuite les molécules organiques et étendant donc sa puissance à toute la matière. Il devint alors au cours de cette période, selon les propres termes du Beyonder, « le deuxième plus puissant parmi les plus puissants ».
À ses débuts, l'Homme-molécule était tributaire de l'utilisation d'une tige en acier, qu'il appelait sa « baguette », pour concentrer ses pouvoirs ; par la suite, il a appris à utiliser ses pouvoirs sans elle. Il était aussi incapable de recréer des technologies qu’il ne comprenait pas (par exemple, celle de l’armure d’Iron-Man, qu’il fut incapable de reformer intégralement). Il a depuis développé la maîtrise de son pouvoir et peut maintenant manipuler les technologies les plus complexes.
Lorsque l'Homme-molécule a extrait le Beyonder de sa forme principale « Kosmos », leur combat s'est déroulé dans plus de trois dimensions spatiales et a menacé de causer une destruction du multivers.
Selon le Docteur Fatalis, Red Richards et Owen Reece lui-même, l'Homme-molécule est une « entité composite multiversale », une créature unique qui manifeste des « fractions » de son être entier dans chaque univers du multivers Marvel.
Dans la précédente incarnation de l'univers/du multivers Marvel, la mort d'un Owen Reece dans n'importe quel univers entraînerait la mort de cet univers, conformément au dessein délibéré des Beyonders (en).